# Aichi F1A
L'Aichi F1A (十試水上観測機? Idrovolante da osservazione tipo 10, designazione aziendale AB-13) era un idroricognitore marittimo realizzato dall'azienda giapponese Aichi Tokei Denki KK e rimasto allo stadio di prototipo.
Realizzato in due esemplari, dopo la valutazione della marina imperiale giapponese gli venne preferito il Mitsubishi F1M (Codice alleato "Pete").

## Storia
Alle metà degli anni trenta la marina imperiale espresse la necessità di dotarsi di un nuovo velivolo per sostituire il Nakajima E8N nelle missioni di ricognizione ed osservazione a corto raggio. A questo scopo, nel 1935, emise una specifica per un idrovolante monomotore imbarcato idoneo per il decollo tramite catapulta alla quale risposero la Aichi, la Kawanishi con l'F1K e la Mitsubishi che con il F1M si aggiudicò la fornitura.

### Sviluppo
Dopo che inizialmente la Aichi considerò di presentare un modello basato su una configurazione alare monoplana ad ala bassa, l'AM-10, decise in seguito di affidarsi ad un più convenzionale biplano, l'AB-13.
Il progetto della Aichi riproponeva uno schema classico, idrovolante a scafo centrale più equilibratori laterali posti sotto l'ala inferiore della configurazione biplana, realizzato in tecnica mista con fusoliera metallica ed ali in legno. Il primo prototipo, in configurazione idro, venne completato nel 1936 mentre il successivo prototipo, in previsione di un suo utilizzo da basi a terra, venne equipaggiato con un tradizionale carrello d'atterraggio.

### Impiego operativo
Il primo prototipo venne portato in volo per la prima volta nel 1936 e successivamente inviato all'attenzione della commissione esaminatrice che lo valutò con gli altri due modelli presentati dalle aziende concorrenti. Ad una comparazione diretta l'F1A risulta avere delle prestazioni inferiori ai concorrenti ma, a differenza di questi, non presentava problemi in volo. Tuttavia la marina imperiale decise di rimandare la decisione dando la possibilità di modificare il progetto di base per una successiva valutazione.
La Mitsubishi riuscì ad eliminare i problemi del suo prototipo nella successiva versione F1M2 la quale, riproposta ad una valutazione comparativa, venne giudicata idonea e superiore ai concorrenti aggiudicandosi il contratto di fornitura nel 1940.

## Descrizione tecnica
L'Aichi F1A, in versione idro, era un velivolo dall'aspetto e dimensioni comparabili ai pari ruolo che vennero presentati dalle aziende concorrenti, idrovolante a scafo centrale monomotore biplano biposto.
La fusoliera presentava due abitacoli distinti, l'anteriore, aperto e protetto da un parabrezza, destinato al pilota, il posteriore, chiuso superiormente da un grande tettuccio a montanti che garantiva una buona visibilità superiore e laterale, utilizzato dall'osservatore. Posteriormente terminava in un impennaggio classico monoderiva con piani orizzontali a sbalzo.
L'configurazione alare era moderatamente biplano-sesquiplana, con l'ala inferiore, ad ala di gabbiano, montata bassa e traslata verso la parte posteriore, di apertura leggermente inferiore della superiore, dritta e montata ala a parasole. Le due ali erano collegate tra loro da una coppia di montanti ad N integrati da tiranti in filo d'acciaio.
La struttura di galleggiamento era costituita da un elemento centrale, un galleggiante realizzato in metallo, collegato alla parte inferiore della fusoliera tramite un castello tubolare, integrato da due galleggianti equilibratori posti sotto ciascuna delle due semiali inferiori.
La propulsione era affidata ad un motore Nakajima Hikari, un radiale 9 cilindri a singola stella raffreddato ad aria in grado di erogare una potenza pari a 820 hp (610 kW), posizionato all'estremità anteriore della fusoliera, racchiuso in una cappottatura NACA, ed abbinato ad un'elica bipala a passo fisso.

## Utilizzatori
Giappone
- Dai-Nippon Teikoku Kaigun Kōkū Hombu